# Fannyella spinosa
Fannyella spinosa is een zachte koraalsoort uit de familie Primnoidae. De wetenschappelijke naam van de soort werd in 1931 gepubliceerd door Thomson & Rennet. 